# Siphona nigroseta
Siphona nigroseta är en tvåvingeart som beskrevs av Charles Howard Curran 1941. Siphona nigroseta ingår i släktet Siphona och familjen parasitflugor. Inga underarter finns listade i Catalogue of Life.